# أوبيد مارتينيز
أوبيد مارتينيز (بالإسبانية: Obed Martínez)‏ (30 مارس 1996 في المكسيك - ) هو لاعب كرة قدم مكسيكي في مركز الوسط. لعب مع نادي ديبورتيفو طليطلة.

## وصلات خارجية
- أوبيد مارتينيز على موقع قاعدة بيانات كرة القدم.إي يو (الإنجليزية)